# Maceo Plex

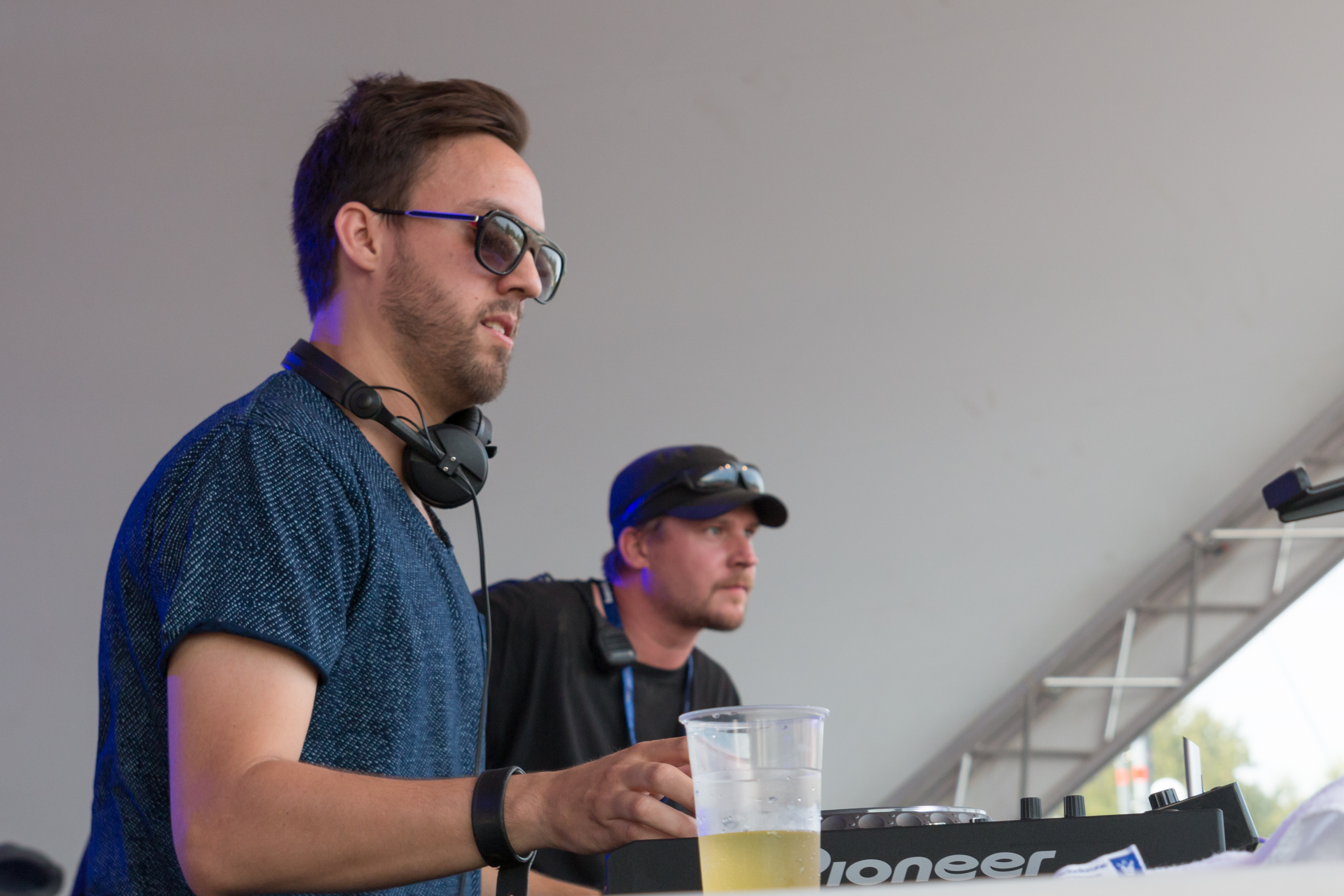
Maceo Plex (links)

Maceo Plex (eigentlich: Eric Estornel; * 7. November 1978 in Flower Mound, Texas) ist ein US-amerikanischer Techno/House-Produzent und DJ. Er trat auch unter den Pseudonymen Maetrik oder Mariel Ito auf.
Eric Estornel war in seiner Heimatregion Dallas als Techno-DJ aktiv. Als Maetrik erschienen ab 2001 erste Produktionen von ihm und eine internationale Karriere begann. Häufige Auftrittsorte waren die Clubs auf Ibiza oder internationale Großevents wie das Ultra Music Festival oder die Time Warp.
Seit 2010 lebt er in Spanien.

## Diskografie (Auswahl)
- 2002: Quality Exertion (als Maetrik, Treibstoff)
- 2005: Cosi Profundo (als Maetrik, Treibstoff)
- 2005: My Cyborg Dephts (als Mariel Ito, SCSI-AV)
- 2011: Life Index (Crosstown Rebels)
- 2013: DJ-Kicks Nr.43 (Mixalbum, Studio K7)
- 2016: Solar (Crosstown Rebels)